# アンソニー・バスケス
アンソニー・ラッセル・バスケス（Anthony Russell Vasquez, 1986年9月19日 - ）は、アメリカ合衆国テキサス州サンアントニオ出身のプロ野球選手（投手）。左投左打。

## 経歴

### プロ入り前
2005年のMLBドラフト49巡目（全体1469位）でロサンゼルス・エンゼルス・オブ・アナハイムから指名されたが、テキサスA&M大学へ進学。テキサスで1年間プレーした後、南カリフォルニア大学へ移った。

### マリナーズ時代
2009年のMLBドラフト18巡目（全体553位）でシアトル・マリナーズから指名され、6月13日に契約。アパラチアンリーグのルーキー級プラスキ・マリナーズでプレーし、8月にはA級クリントン・ランバーキングスへ昇格。
2010年はA級クリントンで開幕を迎え、5月にA+級ハイデザート・マーベリックスへ昇格。8月にAA級ウェストテン・ダイヤモンドジャックスへ昇格した。
2011年はAA級ジャクソン・ジェネラルズで開幕を迎えた。AA級での防御率3.77に対し、AAA級タコマ・レイニアーズに昇格後は防御率3.21と結果を出した。8月23日、マリナーズはマイケル・ピネダのイニング抑制のため、6人目の先発投手としてバスケスをメジャーに昇格させた。デビュー戦のクリーブランド・インディアンス戦では、5回5失点ながらも打線の援護に恵まれ、初勝利を挙げた。その後はシーズン終了まで6度先発したが、全て敗戦投手になった。29.1イニングで13本もの本塁打を浴び、防御率は8.90だった。11月3日に40人ロースターから外された。
2012年はAAA級タコマでプレー。11試合に登板したが、肩の故障で6月に離脱。そのままシーズンを終えた。11月20日に脳の血管が破裂したため、5時間半に及ぶ緊急手術を行った。
2013年6月にA級クリントンで復帰。6月下旬にはAA級ジャクソンへ昇格した。

### オリオールズ傘下時代
2014年4月9日にボルチモア・オリオールズとマイナー契約を結んだ。メジャー昇格はなく、オフにFAとなった。

### フィリーズ傘下時代
2015年2月26日、フィラデルフィア・フィリーズとマイナー契約を結んだ。
2015年オフの10月21日に第1回WBSCプレミア12のアメリカ合衆国代表に選出されたことが発表された。11月6日にFAとなった。
2016年2月3日にフィリーズとマイナー契約で再契約したが、メジャー昇格はなく11月7日にFAとなった。

### タイガース傘下時代
2017年1月10日、デトロイト・タイガースとマイナー契約を結んだ。11月6日にFAとなった。

### ダイヤモンドバックス傘下時代
2018年2月23日、アリゾナ・ダイヤモンドバックスとマイナー契約を結んだ。8月2日にFAとなった。

### メキシカンリーグ時代
2018年8月7日、メキシカンリーグのモンテレイ・サルタンズと契約した。

### ダイヤモンドバックス傘下時代
2019年2月25日、アリゾナ・ダイヤモンドバックスとマイナー契約を結んだ。7月25日にFAとなった。

### メキシカンリーグ時代
2019年7月30日、メキシカンリーグのモンテレイ・サルタンズと契約した。
2021年4月13日、この年から活動を開始するメキシカンリーグの新球団であるグアダラハラ・マリアッチスにトレード移籍した。

## 投球スタイル
典型的な左の軟投派。主な球種は、平均85mph(約136.8km/h)の速球、70mph（約112.7km/h）前後のカーブと73mph（約117.5km/h）程度のチェンジアップ。

## 詳細情報

### 年度別投手成績
| 年 度     | 球 団     | 登 板 | 先 発 | 完 投 | 完 封 | 無 四 球 | 勝 利 | 敗 戦 | セ 丨 ブ | ホ 丨 ル ド | 勝 率 | 打 者 | 投 球 回 | 被 安 打 | 被 本 塁 打 | 与 四 球 | 敬 遠 | 与 死 球 | 奪 三 振 | 暴 投 | ボ 丨 ク | 失 点 | 自 責 点 | 防 御 率 | W H I P |
| --------- | --------- | ----- | ----- | ----- | ----- | -------- | ----- | ----- | -------- | ----------- | ----- | ----- | -------- | -------- | ----------- | -------- | ----- | -------- | -------- | ----- | -------- | ----- | -------- | -------- | ------- |
| 2011      | SEA       | 7     | 7     | 0     | 0     | 0        | 1     | 6     | 0        | 0           | .143  | 146   | 29.1     | 46       | 13          | 10       | 0     | 3        | 13       | 0     | 0        | 35    | 29       | 8.90     | 1.91    |
| 通算：1年 | 通算：1年 | 7     | 7     | 0     | 0     | 0        | 1     | 6     | 0        | 0           | .143  | 146   | 29.1     | 46       | 13          | 10       | 0     | 3        | 13       | 0     | 0        | 35    | 29       | 8.90     | 1.91    |

- 2018年度シーズン終了時

### 背番号
- 59（2011年）

### 代表歴
- 2015 WBSCプレミア12 アメリカ合衆国代表